# رابینز (تنسی)
رابینز(به انگلیسی: Robbins) شهری در ایالت تنسی کشور ایالات متحده آمریکا است که جمعیت آن در سرشماری سال ۲۰۱۰ میلادی، ۲۸۷ نفر بوده‌است.